# II型超新星

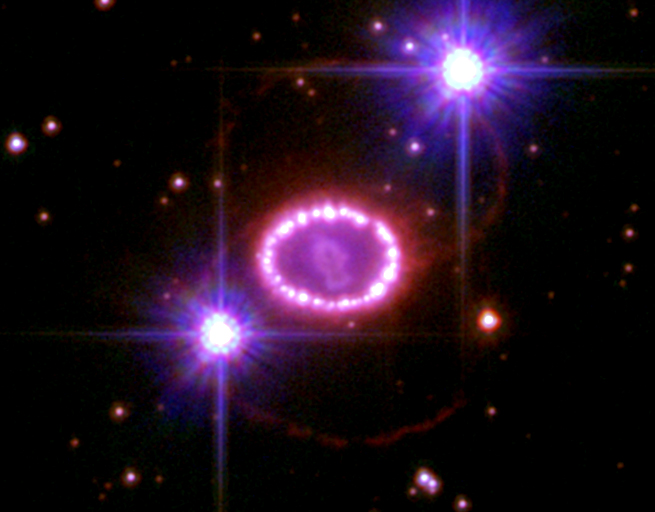
超新星1987 A爆炸後的殘骸，它是在大麥哲倫星系的一顆Ⅱ型超新星。 圖片來源：NASA 。

Ⅱ型超新星（罗马数字2），也稱為核塌縮超新星，是大質量恆星由內部塌縮引發劇烈爆炸的結果，在分類上是激變變星的一個分支。能造成內部塌縮的恆星，質量至少是太陽質量的9倍。
大質量恆星由核融合產生能量，與太陽不同的是，這些恆星的質量能夠合成原子量比氫和氦更重的元素，恆星的演化供應和儲存質量更大的核融合燃料，直到鐵元素被製造出來。但是鐵的核融合不能產生能量來支撐恆星，所以核心的質量改由電子簡併壓力來支撐。這種壓力來自屬於費米子的電子，在恆星被壓縮時不能在原子核內擁有相同的能量狀態。（參考泡利不相容原理）
當鐵核的質量大於1.44太陽質量（錢德拉塞卡極限），接著就會發生內爆。快速的收縮使核心被加熱，導致快速的核反應形成大量的中子和微中子。塌縮被中子的短距力阻止，造成內爆轉而向外。向外傳遞的震波有足夠的能量將環繞在周圍的物質推擠掉，形成超新星的爆炸。
Ⅱ型超新星的爆炸有幾種不同的類型，可以依據爆炸後的光度曲線－光度對爆炸後的時間變化圖－來分類。Ⅱ-L超新星顯示出穩定的線性光度下降；而Ⅱ-P超新星在一段正常的光度下降之後，呈現出平緩的下降（高原），才會再持續正常的下降曲線。通常這些塌縮超新星的光譜中也會出現氫的光譜，雖然Ib和Ic超新星也是將氫和氦（Ic超新星）的殼層拋出的核心塌縮大質量恆星，但它們的光譜看起來卻缺乏這些元素。

## 形成

在核心塌縮之前，演化中的恆星一層層的結構像顆巨型的洋蔥（未依照比例）。圖中構成物由外層起始乃氫、氦、碳、氖、氧、矽、鐵。

質量比太陽大的恆星演化過程遠比太陽複雜。在太陽的核心，氫經由融合成為氦，釋放出的熱能加熱太陽的核心和提供壓力來支撐太陽的殼層阻止核心的塌縮（參考流體靜力平衡）。在核心製造和堆積的氦，因為溫度不夠高不足以造成進一步的核融合。最後，當核心的氫枯竭時，融合開始減緩，同時重力造成核心開始收縮。由收縮提高的溫度足夠造成短期間的氦融合，這在恆星的生命期中通常短於10%。質量低於8倍太陽質量的恆星，由氦融合產生的碳不能做為燃料，恆星將會逐漸冷卻成為白矮星。 白矮星如果有鄰近的伴星，則可能成為Ia超新星。
質量更大的恆星，無論如何只要質量足夠，就能在氦燃燒階段結束後創造更高的溫度和壓力，讓核心的碳成為燃料開始進一步的核融合。當更重的元素在這些大質量恆星的核心形成時，這些元素像洋蔥一樣一層層的堆積著，最外層的是氫元素，包圍著的內層是由氫融合成的氦，氦又包圍著更內層由3氦過程轉換成的碳，越往內層是越重的元素。這些大質量恆星的演化不斷進行重複的步驟：先是在核心的燃燒停止，然後開始收縮使溫度和壓力升高，直到能進行下一階段的核融合，再點燃阻止核心的收縮。
| 過程    | 主燃料 | 主產物         | 25 M☉恆星[5] | 25 M☉恆星[5]   | 25 M☉恆星[5]      |
| 過程    | 主燃料 | 主產物         | 溫度 K       | 密度 克／公分3 | 持續時間 年       |
| ------- | ------ | -------------- | ------------ | -------------- | ----------------- |
| 氫燃燒  | 氫     | 氦             | ～7×107 K    | ～10           | ～1千萬年         |
| 3氦過程 | 氦     | 碳、氧         | ～2×108 K    | ～2000         | ～1 百萬年        |
| 碳燃燒  | 碳     | 氖、鈉、鎂、鋁 | ～8×108 K    | ～106          | ～1000年          |
| 氖燃燒  | 氖     | 氧、鎂         | ～1.6×109 K  | ～107          | ～3 年            |
| 氧燃燒  | 氧     | 矽、硫、氬、鈣 | ～1.8×109 K  | ～107          | ～0.3 年（110天） |
| 矽燃燒  | 矽     | 镍（衰变成鐵） | 3.5×109 K    | ～108          | ～14 天[6]        |

## 核心塌縮
這個過程的限制是經由核融合產生的總能量，這個能量與將這些核子約束在一起的束縛能有關，也與核子的數量有關，每一步驟都導致更重的元素產生，但釋放出來的能量也越來越少。這個過程一直持續到鎳-56的產生（會經由放射性衰變成為鐵-56），因為鐵和鎳是所有元素中每單位核子束縛能最高的， 不再能經由核融合釋放出能量，而鎳-鐵核會持續成長。 這個核心在重力的巨大壓力下，當恆星未能夠進一步提高溫度和壓力的核融合支撐時，它只能靠電子簡併壓力支撐著。在這種情況下，物質的密度是如此的高，將迫使電子占據相同的能階，然而這違背了費米子（像是電子）必須遵守的包立不相容原理。
當核心的大小超過了錢德拉塞卡極限時，簡併壓力將不足以支撐，災難性的塌縮隨即開始。核心的外圍部分向核心塌縮的速度將高達70,000公里／秒（光速的23%） 快速的收縮使核心的溫度上升，產生高能量的γ射線將鐵核衰變成氦和自由中子（光致蛻變）。當核心的密度增加，氦核變得精力充沛，有利於電子和質子經由電子的吸收（反β衰變）成為中子和被稱為中微子的基本粒子。因為中微子難於和一般物質作用，所以能夠從核心逃逸，並且帶走能量加速了核心的塌縮，這些都在毫秒的時間內進行。當核心與恆星的外殼分離時，有些微中子會被外層吸收，開始超新星的爆炸。
對Ⅱ型超新星而言，塌縮終究會被中子與中子的短距交互作用斥力（以強作用力為媒介），也就是中子的簡併壓力阻擋住，而形成密度與原子核相似的核心。塌縮一旦停止，向核心掉落的物質將會反彈，造成像向外傳播的衝激波。來自震波的能量會使核心的重元素解離，使震波的能量減少，可能在外核之內造成使爆炸停頓的作用。
核心塌縮階段的高密度和充沛能量，僅有微中子能夠逃離核心；質子和電子則經由電子捕獲形成中子和電微中子。一顆典型的Ⅱ型超新星，新形成的中子核心的初始溫度大約在一千億K；105倍的太陽核心溫度。這些熱能必須被發洩掉才能形成穩定的中子星（否則中子將會沸騰），這將經由微中子進一步的發射來完成。這些「熱」微中子形成微中子-反微中子對的味，並且總數是電子捕獲微中子的數倍。 這兩種微中子的產生機制將核心塌縮的重力位能轉換成10秒鐘的微中子爆炸，釋放出1046焦耳的能量（100 foes）
雖然還不能清楚的完整了解「大約1044焦耳（1 foe）的能量會被再吸收而失去衝激的作用」導致爆炸的過程，在超新星1987A的爆炸事件中，已經實際的觀測到由超新星爆炸引起的微中子，這使得主流的天文學家認為核心塌縮的情節基本上是正確的。以水為基的神岡II和IMB都檢測出了來自熱能的反微中子，而以鎵-71為基的Baksan則偵測到來自熱和電子捕獲的微中子（輕子數 = 1）。

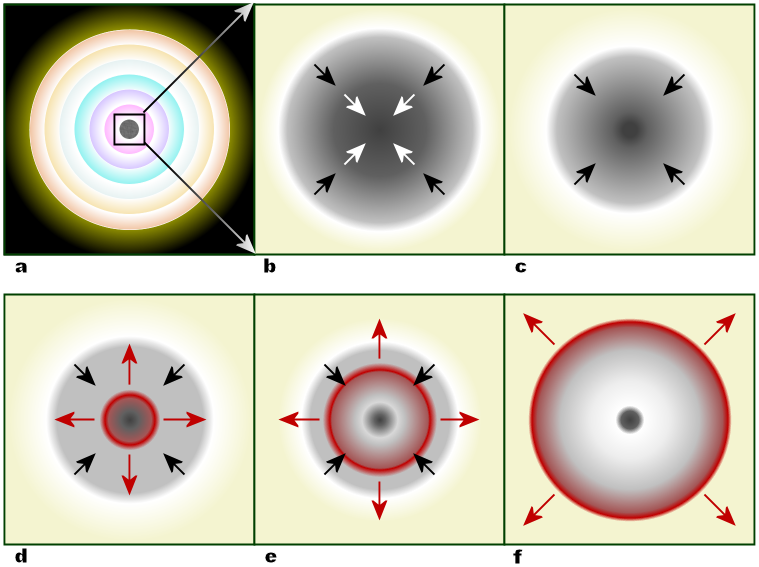
一顆大質量恆星在核心的演化 (a)元素以像洋蔥狀的殼層進行核融合，直到形成鐵核 (b) 質量達到錢德拉塞卡極限，核心開始塌縮。核心的內部被壓縮形成中子(c)，造成掉落的物質反彈(d) 和形成向外傳播的衝激波（紅色）。震波開始隔絕(e)，但是它經由微中子的交互作用恢復生氣。周圍的物質被摧毀並離開(f)，僅留下簡併後的殘骸。

當原始恆星的質量低於20 太陽質量（根据爆炸的力量和反彈回的物質總量），核心崩潰後的簡併殘骸是一顆中子星。 超過這個質量，崩潰後的殘骸是一個黑洞。 理論上，這一類核心塌縮的質量極限是40－50 太陽質量，超過這個質量的恆星，相信會不經過超新星爆炸就直接塌縮成為一顆黑洞，但是在不確定的超新星模型上進行這些演算，這樣的極限也是不確定的。

## 理論的模型
粒子物理學的標準模型是在理論上描述基本粒子在四種已知的基本作用力中的三種之間，是如何建立起所有的物質。這種理論能夠預測基本粒子在許多情況下是如何互動的。對超新星，在超新星內的每個微粒，典型的都有1至150皮焦耳（10至數百萬的百萬電子伏特）的能量。 每個微粒在超新星的環境中所擁有的能量，相對來說是非常小的，因此從粒子物理學的標準模型所做的預測基本上是正確的，但是準模型也許要在高密度上做些修正。特別是地球上的粒子加速器已經可以創造出比在超新星內發現的能量更高的高能粒子。但是，這些實驗只是單獨的粒子對粒子之間的交互作用，而在高密度的超新星內部很可能會導致新的作用。在超新星內，微中子可能和其它的粒子之間有弱核力，這一部分應該要好好的了解。無論如何，質子和微中子之間的強核力，仍是所知甚少的部分。
對Ⅱ型超新星尚不瞭解的主要問題是，微中子的噴發如何將能量轉移給恆星其餘的部分，產生造成恆星爆炸的衝激波。從以上的研究，僅需要轉移1%的能量就可以導致爆炸，但即使參與的微粒之間的交互作用已經被充分的了解，要解釋如何調動這1%的能量仍是非常困難的。 在1990年代，一種複雜的對流反轉模型被提出來，它建議經由對流作用，無論是由底層的微中子往上，或是上層的一般物質往下，完整的過程先毀壞原來的恆星，比鐵重的元素在爆炸中經由電子捕獲而形成，並且在微中子的壓力逼迫下形成"微中子層"的邊界，種入在四周圍充滿了恆星早先形成的氣體和塵埃雲氣的空間之中。
由標準模形塑造的微中子物理學，是理解這個過程的關鍵。其他關鍵領域的研究還包括造成恆星死亡的等離子體流體動力學：當核心塌縮時它的行為如何，何時和如何確定「衝激波」的形成，何時和如何「停頓」，又如何再活化。電腦模擬曾經很成功的計算出Ⅱ型超新星在衝激波形成之後的行為。在不理會爆炸的第一秒鐘，並且假設爆炸已經開始，天文物理學家已經能夠詳細的預測超新星產生的元素和預期超新星的光度曲線。

## 光度曲線和不尋常的光譜

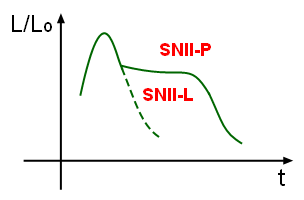
這張圖是光度（相對於太陽）對時間的函數，顯示出Ⅱ-L超新星和Ⅱ-P超新星的光度曲線特徵。

當Ⅱ型超新星的光譜被研究之後，一般說來會有氫原子吸收能量特徵的巴耳末吸收線 —，這條譜線的出現可以用來與Ia超新星有所區別。
當Ⅱ型超新星的光度會在典型特徵的亮度高峰之後出現光度的下降，光度區線平均以每天0.008星等的斜率下降，這比Ia超新星的速率要慢許多。II型超新星可以依據光度曲線的形式分成兩種類型，Ⅱ-L超新星在亮度高峰之後呈現穩定的（線性）光度下降。相對的，Ⅱ-P超新星的光度曲線在下降中會有獨具特色的平坦展開（稱為高原），在這期間光度以更平緩的速率下降。Ⅱ-L的淨光度衰減率是低於每天0.012星等，相較於Ⅱ-P的淨衰減率是每天0.0075星等。

因此造成了這兩者的光度曲線有所不同，在Ⅱ-L超新星的狀況下，原始恆星的氫殼機乎完全都被清除了。Ⅱ-P超新星的高原是外面不透明層的變化造成的，衝激波剝離了氫原子的電子，將外面的氫游離，造成了不透明度重大的改變，阻止了部分爆炸時產生的光子脫離。一旦這些氫開始冷卻並再結合成原子，外層就逐漸變得透明。
Ⅱ型超新星的光譜會有不尋常的形狀，Ⅱn超新星可能有噴出物與星周物質產生交互作用， Ⅱb超新星可能是更重的恆星因為伴星的潮汐剝離失去了大部分但不是全部的氫殼。當IIb的噴出物膨脹時，氫殼很快的變得更為透明，而顯露出更深的內層。

## Ⅱn型超新星
"n"代表狹窄，這表示出現在光譜中的氫譜線寬度是非常狹窄或是適中的。在寬度適中的事例中，來自爆炸的噴出物可能與星體附近的氣體 － 星周環的介質 － 有著強烈的互動。有徵兆指出它們與在爆炸前損失大量質量的高光度藍變星類似，有著相同的起源。SN 2005gl是IIn型超新星的一個例子；SN 2006gy，一顆極端高能超新星，也許是另一個例子。

## Ⅱb型超新星
Ⅱb型超新星的光譜最初有一條微弱的氫線，這也是它被分為Ⅱ型超新星的緣故。在它的光度曲線中，於第一個高峰之後有第二個高峰，這非常類似於Ib超新星。其母恆星可能是聯星系中的一顆巨星，在與伴星的交互作用中失去了絕大部分的氫，只留下了幾乎全部是氦的核心。當Ⅱb超新星爆炸時，它的噴出物使氫氣層很快的變成更為透明並且露出更深的內層。Ⅱb超新星，這一類型的經典例子是SN 1993J，另一個例子是仙后座A。

## 極超新星（崩塌星）
質量更大的恆星發生核心塌縮則不可能停滯不前，簡併壓力和中子的斥力都只能支撐不超過托爾曼-歐本海默-瓦可夫極限的中子星質量，大約是3倍的太陽質量。超過這個極限，核心的塌縮會直接形成黑洞，或許就是極超新星的爆炸（仍然只是理論）。在提出的極超新星機制中（所謂的崩塌星），兩股極高能量的等离子噴流從恆星的自轉軸以接近光速的速度噴出。這些噴流散發出強烈的γ射線，並且是許多γ射線爆發（GRB）的候選者之一。

## 脚注与參考文献
1. ↑  Gilmore, Gerry. . Science. 2004, 304 (5697): 1915–1916  [2007-05-01]. （原始内容存档于2009-02-01）.
2. ↑  Staff. . NASA Goddard/SAO. 2006-09-07  [2007-05-01]. （原始内容存档于2019-05-27）.
3. 1 2  Richmond, Michael. . Rochester Institute of Technology.   [2006-08-04]. （原始内容存档于2017-09-04）.
4. 1 2 3 4  Hinshaw, Gary. . NASA Wilkinson Microwave Anisotropy Probe (WMAP) Mission. 2006-08-23  [2006-09-01]. （原始内容存档于2013-06-03）.
5. ↑  .   [2007-11-27]. （原始内容存档于2018-10-05）.
6. ↑  .   [2007-11-27]. （原始内容存档 (PDF)于2020-05-10）.
7. ↑  Fewell, M. P. . American Journal of Physics. 1995, 63 (7): 653–658  [2007-02-01]. （原始内容存档于2011-03-22）.
8. ↑  Fleurot, Fabrice. . Laurentian University. 1988  [2007-08-13]. （原始内容存档于2017-05-21）.
9. ↑  E. H. Lieb, H.-T. Yau. . Astrophysical Journal. 1987, 323 (1): 140–144  [2007-02-01]. （原始内容存档于2018-10-05）.
10. 1 2  C. L. Fryer, K. C. B. New. . Max Planck Institute for Gravitational Physics. 2006-01-24  [2006-12-14]. （原始内容存档于2006-12-13）.
11. ↑  
T. Hayakawa, N. Iwamoto, T. Kajino, T. Shizuma, H. Umeda, K. Nomoto. . The Astrophysical Journal. 2006, 648: L47–L50.
12. 1 2  C. L. Fryer, K. B. C. New. . Los Alamos National Laboratory. 2006-01-24  [2006-12-09]. （原始内容存档于2006-10-13）.
13. 1 2  Mann, Alfred K.. . New York: W. H. Freeman. 1997: p. 122  [2007-11-27]. ISBN 0716730979. （原始内容存档于2008-05-05）.
14. ↑  Gribbin, John R.; Gribbin, Mary. . New Haven: Yale University Press. 2000: page 173  [2007-11-27]. ISBN 9780300090970. （原始内容存档于2014-12-10）.
15. ↑  S. Barwick, J. Beacom;  et al.  (PDF). American Physical Society. 2004-10-29  [2006-12-12]. （原始内容存档 (PDF)于2018-12-16）.
16. ↑  Chris L., Michael. . Classical and Quantum Gravity. 2003, 20 (10): S73–S80  [2007-02-01]. （原始内容存档于2018-10-05）.
17. 1 2  Fryer, Chris L. . The Astrophysical Journal. 1999, 522 (1): 413–418  [2007-02-01]. （原始内容存档于2019-10-07）.
18. ↑  
R. G. Izzard, E. Ramirez-Ruiz, C. A. Tout. . Monthly Notices of the Royal Astronomical Society. 2004, 348 (4): 1215.
19. 1 2  M. Rampp, R. Buras, H.-Th. Janka, G. Raffelt. . . Ringberg Castle, Tegernsee, Germany: 119–125. February 11–16, 2002  [2006-12-14]. （原始内容存档于2017-11-09）.
20. ↑  The OPAL Collaboration, K. Ackerstaff;  et al. . [Submitted to] The European Physical Journal C. 1998, 2: 441–472  [2007-03-18]. （原始内容存档于2007-03-21）.
21. ↑  Staff. . Nobel Foundation. 2004-10-05  [2007-05-30]. （原始内容存档于2007-05-03）.
22. ↑  Stover, Dawn. . Popular Science. 2006, 269 (6): 16.
23. ↑  H.-Th. Janka, K. Langanke, A. Marek, G. Martinez-Pinedo, B. Mueller. . Bethe Centennial Volume of Physics Reports [submitted]. 2006  [2007-02-01]. （原始内容存档于2015-12-23）.
24. ↑  S.I. Blinnikov, F.K. Röpke, E.I. Sorokina, M. Gieseler, M. Reinecke, C. Travaglio, W. Hillebrandt, M. Stritzinger. . Astronomy and Astrophysics. 2006, 453 (1): 229–240  [2007-02-01]. （原始内容存档于2018-10-05）.
25. ↑  Young, Timothy R. . The Astrophysical Journal. 2004, 617 (1): 1233–1250  [2007-02-01].[]
26. ↑  A. Heger, T. Rauscher, R.D. Hoffman, S.E. Woosley. .  561. Tours, France: American Institute of Physics: 44. September 4–7, 2000  [2006-12-13]. ISBN 1-56396-996-3. （原始内容存档于2017-11-14）.
27. 1 2  J. B. Doggett, D. Branch. . Astronomical Journal. 1985, 90: 2303–2311  [2007-02-01]. （原始内容存档于2019-10-17）.
28. ↑  . Swinburne University of Technology.   [2007-03-17]. （原始内容存档于2019-10-17）.
29. ↑  A. Pastorello, M. Turatto, S. Benetti, E. Cappellaro, I.J. Danziger, P.A. Mazzali, F. Patat, A.V. Filippenko, D.J. Schlegel, T. Matheson. . Monthly Notices of the Royal Astronomical Society. 2002, 333 (1): 27–38  [2007-02-01]. （原始内容存档于2007-10-11）.
30. ↑  Utrobin, V. P. . Astronomy and Astrophysics. 1996, 306: 219–231  [2007-02-01]. （原始内容存档于2007-10-11）.
31. ↑  Alexei V. Filippenko. . Annual Review of Astronomy and Astrophysics. 1997-09-01, 35 (1): 309–355  [2018-04-02]. ISSN 0066-4146. doi:10.1146/annurev.astro.35.1.309. （原始内容存档于2019-02-16）.
32. ↑  Pastorello, A.; Turatto, M.; Benetti, S.; Cappellaro, E.; Danziger, I. J.; Mazzali, P. A.; Patat, F.; Filippenko, A. V.; Schlegel, D. J.; Matheson, T. . Monthly Notices of the Royal Astronomical Society. 2002, 333 (1): 27–38. Bibcode:2002MNRAS.333...27P. arXiv:astro-ph/0201483 . doi:10.1046/j.1365-8711.2002.05366.x.
33. ↑  Michael Kiewe; Avishay Gal-Yam; Iair Arcavi; Leonard; Emilio Enriquez; Bradley Cenko; Fox; Dae-Sik Moon; Sand. . 2010. arXiv:1010.2689  [astro-ph.CO].
34. ↑  Nathan Smith, Ryan Chornock, Jeffrey M. Silverman, Alexei V. Filippenko, Ryan J. Foley. . The Astrophysical Journal. 2010, 709 (2): 856  [2018-04-02]. ISSN 0004-637X. doi:10.1088/0004-637x/709/2/856 （英语）.
35. 1 2  Utrobin, V. P. . Astronomy and Astrophysics. 1996, 306 (5940): 219–231. Bibcode:1996A&A...306..219U.
36. ↑  K. Nomoto, T. Suzuki, T. Shigeyama, S. Kumagai, H. Yamaoka, H. Saio. . Nature. 1993/08, 364 (6437): 507–509  [2018-04-02]. ISSN 1476-4687. doi:10.1038/364507a0. （原始内容存档于2019-10-17） （英语）.
37. ↑  Roger A. Chevalier, Alicia M. Soderberg. . The Astrophysical Journal Letters. 2010, 711 (1): L40  [2018-04-02]. ISSN 2041-8205. doi:10.1088/2041-8205/711/1/l40 （英语）.
38. ↑  Oliver Krause, Stephan M. Birkmann, Tomonori Usuda, Takashi Hattori, Miwa Goto, George H. Rieke, Karl A. Misselt. . Science. 2008-05-30, 320 (5880): 1195–1197  [2018-04-02]. ISSN 0036-8075. doi:10.1126/science.1155788. （原始内容存档于2018-06-01） （英语）.
39. ↑  Bombaci, I. . Astronomy and Astrophysics. 1996, 305: 871–877  [2007-02-01]. （原始内容存档于2019-03-30）.
40. ↑  . European Organisation for Astronomical Research in the Southern Hemisphere (ESO). 2003-06-18  [2006-10-30]. （原始内容存档于2006-11-02）.